# Jacques Brodin
Jacques Michel Claude Brodin (Les Andelys, 22 dicembre 1946 – Rouen, 1º ottobre 2015) è stato uno schermidore francese, vincitore di una medaglia di bronzo nella scherma ai giochi olimpici.